# Liste der Monuments historiques in Volgelsheim
Die Liste der Monuments historiques in Volgelsheim führt die Monuments historiques in der französischen Gemeinde Volgelsheim auf.

## Liste der Objekte
| Bezeichnung                      | Beschreibung                                     | Standort                          | Kennzeichnung | Schutzstatus | Datum | Bild           |
| -------------------------------- | ------------------------------------------------ | --------------------------------- | ------------- | ------------ | ----- | -------------- |
| Lokomotive Henschel Nr. 5844     | 1901 gebaut                                      | in der Wagenhalle des CFTR (Lage) | PM68002095    | Inscrit      | 2019  |                |
| Lokomotive Decauville Nr. 7006   | 1922 gebaut                                      | in der Wagenhalle des CFTR (Lage) | PM68002097    | Inscrit      | 2019  |                |
| Tenderlokomotive 141 TB 424      | ex EST 4424; 1913 gebaut                         | in der Wagenhalle des CFTR (Lage) | PM68000588    | Classé       | 1992  | weitere Bilder |
| Tenderlokomotive 030 TB 130      | ex EL 682 (Elsaß-Lothringische T 3); 1900 gebaut | in der Wagenhalle des CFTR (Lage) | PM68000435    | Classé       | 1990  | weitere Bilder |
| Lokomotive Fives-Lilles Nr. 4533 | 1923 gebaut                                      | in der Wagenhalle des CFTR (Lage) | PM68002098    | Inscrit      | 2019  |                |
| Tenderlokomotive 030 TB 134      | ex EL 686 (Elsaß-Lothringische T 3); 1900 gebaut | in der Wagenhalle des CFTR (Lage) | PM68000667    | Classé       | 1992  | weitere Bilder |
| Lokomotive Cockerill Nr. 2850    | 1913 gebaut                                      | in der Wagenhalle des CFTR (Lage) | PM68002096    | Inscrit      | 2019  |                |
| Güterwagen Nr. 56136             | gedeckter Güterwagen der PLM; 1892 gebaut        | in der Wagenhalle des CFTR (Lage) | PM68000436    | Classé       | 1990  |                |
| Güterwagen Nr. 5885/1213         | Flachwagen der EST; 1890 gebaut                  | in der Wagenhalle des CFTR (Lage) | PM68000437    | Classé       | 1990  |                |